# Nikos Vergos
Nikos Vergos (griego: Νίκος Βέργος; Kilkís Grecia, 13 de enero de 1996) es un futbolista griego que juega como delantero en el Melbourne Victory F. C. de la A-League.

## Trayectoria
Canterano del Olympiacos F. C., fue considerado como uno de los jugadores con más talento de su generación.[cita requerida] Debutó en el primer equipo el 25 de septiembre de 2013 en un partido de la Copa de Grecia contra el Fokikos de Ámfisa en el que entró de suplente en el minuto 38. El 19 de marzo de 2014 fue sustituido por David Fuster en un partido de la Liga de Campeones de la UEFA contra el Manchester United F. C. en octavos de final.
El debut en la Superliga de Grecia le llegó el 23 de marzo de 2014 en un partido fuera de casa contra el Ergotelis de Creta como suplente en el minuto 72. Tres días más tarde, el 26 de marzo, en un partido fuera de casa contra el Asteras Tripolis F. C., hizo su segunda aparición como suplente en el minuto 60 sustituyendo a Giannis Maniatis y segundos después, en su primer toque, consiguió marcar su primer gol con un potente cabezazo.
El 20 de agosto de 2015 fichó al Elche C. F. en calidad de cedido por un año procedente del Olympiacos F. C. El 24 de agosto de 2016 fue cedido por un año al Real Madrid Castilla C. F. El 4 de septiembre de 2016 debutó con el club como suplente en la victoria por 3-2 en casa contra la S. D. Amorebieta. El 15 de octubre de 2016 marcó su primer gol con el club, en su segunda aparición contra la U. D. Socuéllamos. El 5 de marzo de 2017 marcó un doblete que condujo al equipo a una victoria a domicilio por 3-1 contra el Socuéllamos. Anotó su primer gol tras atrapar el rechace de un disparo de Campuzano y cinco minutos después, el jugador griego volvió a marcar para hacer el 2-1 tras aprovechar un pase largo de Álvaro Tejero, recortando con la derecha antes de batir a Kevin con la izquierda. El 13 de marzo de 2017 fue el único autor del gol en la victoria por 1-0 en casa ante el Zamudio S. D., que dio al Castilla su segunda victoria consecutiva.
El 28 de agosto de 2017 fue cedido por una temporada al Vasas Budapest SC Tras regresar al Olympiacos en enero después de la poco productiva cesión en el Vasas, no logró causar una buena impresión al nuevo entrenador Pedro Martins, lo que provocó su rescisión. 
El 21 de agosto de 2018, el Panathinaikos F. C. lo firmó como agente libre con un contrato de tres años, mientras que el Olympiakos mantuvo una tasa de reventa del 20 %. El 13 de enero de 2020 fue cedido al Hércules C. F. El 4 de agosto de 2020 firmó por dos años con el Panetolikos. El 30 de mayo de 2021 marcó un penalti en el minuto 83 del partido de vuelta de un play-off de descenso, en el que el Panetolikos derrotó al Xanthi A. O. Como ya había marcado un valioso gol a domicilio en el partido de ida, sus goles aseguraron la permanencia en la máxima categoría del fútbol griego.

## Selección nacional
Ha sido internacional con las selecciones sub-17 y sub-19 de Grecia.

## Estadísticas

### Clubes
Actualizado al último partido disputado el 23 de octubre de 2022.
| Club                                | Div.          | Temporada     | Liga  | Liga  | Copas nacionales | Copas nacionales | Copas internacionales | Copas internacionales | Total | Total |
| Club                                | Div.          | Temporada     | Part. | Goles | Part.            | Goles            | Part.                 | Goles                 | Part. | Goles |
| ----------------------------------- | ------------- | ------------- | ----- | ----- | ---------------- | ---------------- | --------------------- | --------------------- | ----- | ----- |
| Olympiakos F. C. · Grecia           | 1.ª           | 2013-14       | 3     | 1     | 1                | 0                | 1                     | 0                     | 5     | 1     |
| Olympiakos F. C. · Grecia           | 1.ª           | 2014-15       | 0     | 0     | 4                | 0                | 0                     | 0                     | 4     | 0     |
| Elche C. F. · España                | 2.ª           | 2015-16       | 12    | 2     | 1                | 0                | ―                     | ―                     | 13    | 2     |
| Elche C. F. · España                | Total club    | Total club    | 12    | 2     | 1                | 0                | 0                     | 0                     | 13    | 2     |
| Real Madrid Castilla F. C. · España | 2.ª B         | 2016-17       | 25    | 5     | ―                | ―                | ―                     | ―                     | 25    | 5     |
| Real Madrid Castilla F. C. · España | Total club    | Total club    | 25    | 5     | 0                | 0                | 0                     | 0                     | 25    | 5     |
| Vasas Budapest SC · Hungría         | 1.ª           | 2017-18       | 4     | 0     | 0                | 0                | ―                     | ―                     | 4     | 0     |
| Vasas Budapest SC · Hungría         | Total club    | Total club    | 4     | 0     | 0                | 0                | 0                     | 0                     | 4     | 0     |
| Olympiakos F. C. · Grecia           | 1.ª           | 2017-18       | 2     | 0     | 0                | 0                | ―                     | ―                     | 2     | 0     |
| Olympiakos F. C. · Grecia           | Total club    | Total club    | 5     | 1     | 5                | 0                | 1                     | 0                     | 11    | 1     |
| Panathinaikos F. C. · Grecia        | 1.ª           | 2018-19       | 4     | 0     | 4                | 1                | ―                     | ―                     | 8     | 1     |
| Panathinaikos F. C. · Grecia        | Total club    | Total club    | 4     | 0     | 4                | 1                | 0                     | 0                     | 8     | 1     |
| Hércules de Alicante C. F. · España | 2.ª B         | 2019-20       | 8     | 1     | 0                | 0                | ―                     | ―                     | 8     | 1     |
| Hércules de Alicante C. F. · España | Total club    | Total club    | 8     | 1     | 0                | 0                | 0                     | 0                     | 8     | 1     |
| Panetolikos · Grecia                | 1.ª           | 2020-21       | 31    | 7     | 1                | 0                | ―                     | ―                     | 32    | 7     |
| Panetolikos · Grecia                | 1.ª           | 2021-22       | 31    | 6     | 4                | 2                | ―                     | ―                     | 35    | 8     |
| Panetolikos · Grecia                | Total club    | Total club    | 62    | 13    | 5                | 2                | 0                     | 0                     | 67    | 15    |
| Wolfsberger AC · Austria            | 1.ª           | 2022-23       | 10    | 0     | 2                | 0                | 3                     | 0                     | 15    | 0     |
| Wolfsberger AC · Austria            | Total club    | Total club    | 10    | 0     | 2                | 0                | 3                     | 0                     | 15    | 0     |
| Total carrera                       | Total carrera | Total carrera | 130   | 22    | 17               | 3                | 4                     | 0                     | 151   | 25    |